# Annabelle McIntyre
Annabelle Karri McIntyre OAM (* 12. September 1996 in Subiaco, Western Australia) ist eine australische Ruderin. 2019 wurde sie Weltmeisterschaftszweite im Zweier ohne Steuerfrau und im Achter. 2021 gewann sie die olympische Goldmedaille im Vierer ohne Steuerfrau, 2024 folgte Bronze im Zweier.

## Sportliche Karriere
Annabelle McIntyre gewann zusammen mit Bronwyn Cox die Silbermedaille im Zweier ohne Steuerfrau bei den U23-Weltmeisterschaften 2017 in Plowdiw. 2018 wechselte sie in den australischen Achter, der in der Besetzung Leah Saunders, Georgina Gotch, Rosemary Popa, Georgina Rowe, Annabelle McIntyre, Ciona Wilson, Jacinta Edmunds, Emma Fessey und Steuermann James Rook hinter dem Boot aus den Vereinigten Staaten und den Kanadierinnen Bronze bei den Weltmeisterschaften in Plowdiw erkämpfte.
2019 startete Annabelle McIntyre zusammen mit Jessica Morrison in zwei Bootsklassen. Im Zweier ohne Steuerfrau belegten die beiden den zweiten Platz hinter den Neuseeländerinnen Grace Prendergast und Kerri Gowler beim Weltcup in Posen und gewannen in Rotterdam vor Prendergast/Gowler. Bei den Weltmeisterschaften in Linz/Ottensheim siegten Prendergast und Gowler vor Morrison und McIntyre. Im Achter siegten die Australierinnen in Posen und belegten in Rotterdam den zweiten Platz hinter den Neuseeländerinnen. In der Besetzung Leah Saunders, Jacinta Edmunds, Bronwyn Cox, Georgina Rowe, Rosemary Popa, Annabelle McIntyre, Jessica Morrison, Molly Goodman und James Rook gewannen die Australierinnen bei den Weltmeisterschaften Silber hinter Neuseeland und vor dem Boot aus den  Vereinigten Staaten. Nach der Zwangspause wegen der COVID-19-Pandemie traten Lucy Stephan, Rosemary Popa, Jessica Morrison und Annabelle McIntyre bei den Olympischen Spielen in Tokio im Vierer ohne Steuerfrau an und gewannen den Titel mit 0,34 Sekunden Vorsprung auf die Niederländerinnen. Tags darauf belegten Morrison und McIntyre den siebten Platz im Zweier.
Bei den Weltmeisterschaften 2022 in Račice u Štětí gewann der australische Vierer ohne Steuerfrau mit Lucy Stephan, Katrina Werry, Bronwyn Cox und Annabelle McIntyre die Bronzemedaille hinter den Britinnen und den Niederländerinnen. Im Jahr darauf gewannen Morrison und McIntyre zwei Weltcupregatten im Zweier. Bei den Weltmeisterschaften 2023 in Belgrad wurden sie Zweite hinter der Crew aus den Niederlanden. 2024 bei den Olympischen Spielen in Paris siegten die Niederländerinnen mit über vier Sekunden Vorsprung vor den Rumäninnen, eine halbe Sekunde dahinter ruderten Morrison und McIntyre zu Bronze.
Die etwa 1,79 m große Annabelle McIntyre startet für den Fremantle Rowing Club.
Für ihre Verdienste um den Sport als Goldmedaillengewinnerin bei den Olympischen Spielen 2020 in Tokio wurde sie 2022 mit der Medaille des Order of Australia ausgezeichnet.